# 바이런 팰머

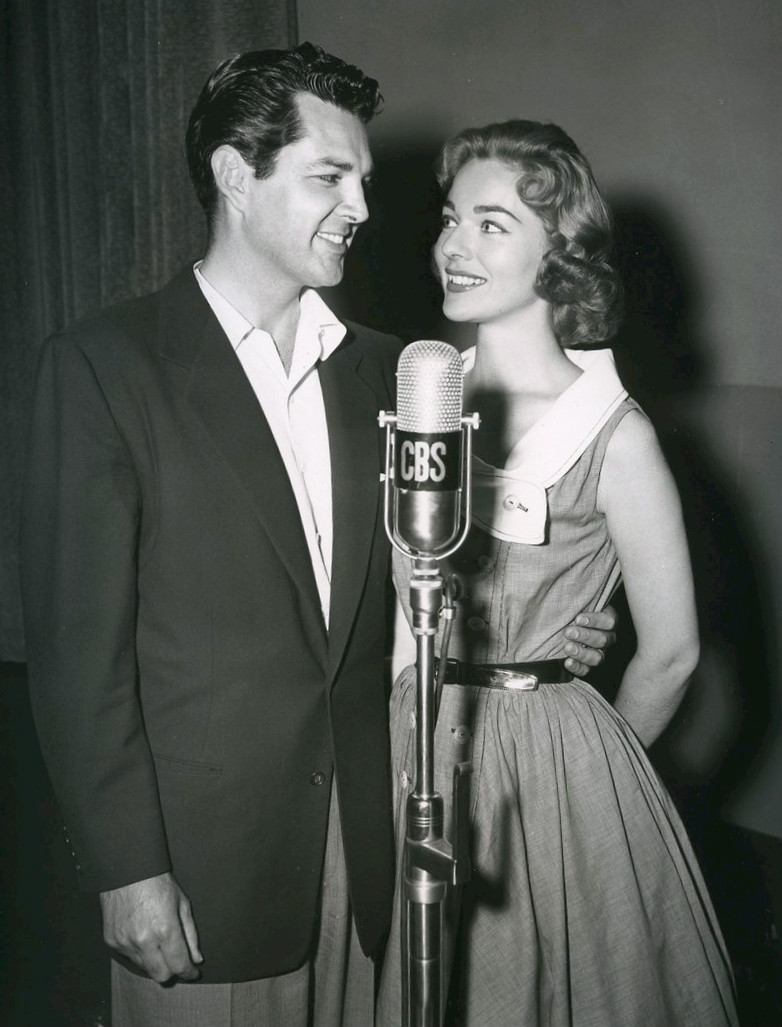

바이런 팰머(Byron Palmer, 1920년 6월 21일 ~ 2009년 9월 30일)는 미국의 배우, 텔레비전 배우이다.

## 영화
- 페리 메이슨 (1957년)
- 베스트 씽스 인 라이프 알 프리 (1956년)